# Conventie inzake Mensenrechten en Biogeneeskunde
De Conventie inzake Mensenrechten en Biogeneeskunde, of Verdrag inzake de rechten van de mens en de biogeneeskunde (afgekort: VRMB), voluit Convention for the Protection of Human Rights and Dignity of the Human Being with regard to the Application of Biology and Medicine (“Verdrag tot bescherming van de rechten van de mens en de waardigheid van het menselijk wezen met betrekking tot de toepassing van de biologie en de geneeskunde”), ook wel het Verdrag van Oviedo genoemd, is een internationaal instrument om misbruik van innovaties in de biogeneeskunde te verbieden en de menselijke waardigheid te beschermen. Met dit internationale verdrag wilde de Raad van Europa aanknopen bij de ontwikkelingen op het gebied van de biomedische biologie. Dit is het eerste multilaterale, bindende instrument dat volledig aan de biowetgeving is gewijd. Het verslag is opgesteld in het Engels en het Frans. Bij de Raad zijn daarnaast nog 18 semi-officiële vertalingen neergelegd, waaronder het Nederlands.

## Kenmerken
In de preambule wordt verwezen naar de Universele Verklaring van de Rechten van de Mens van 1948, het Europees Verdrag voor de Rechten van de Mens van 1950, het Europees Sociaal Handvest uit 1961, het Internationaal verdrag inzake burgerrechten en politieke rechten en het Internationaal Verdrag inzake economische, sociale en culturele rechten uit 1966, het Verdrag tot bescherming van personen met betrekking tot de geautomatiseerde verwerking van persoonsgegevens uit 1981, en het Verdrag inzake de rechten van het kind van 1989. 
Het Verdrag biedt een kader voor de bescherming van de menselijke waardigheid op het gehele gebied van de bio-ethiek in de geneeskunde. Deze bescherming rust op het fundamenteel verband tussen mensenrechten en medische biologie. Daartoe wordt een minimale gemeenschappelijke norm opgesteld, en de lidstaten vervolgens vrij gelaten, na ratificatie, strengere eigen wetgeving te ontwikkelen. Voor rechtsbescherming wordt verwezen naar de nationale rechterlijke instanties. Individuele personen kunnen dus geen vorderingen instellen op grond van deze Conventie alleen. Dat zou alleen kunnen indien ook sprake is van een schending van het Europees Verdrag voor de Rechten van de Mens. Het ontbreken van bepalingen voor een gerechtelijke procedure in het Verdrag wordt beschouwd als een ernstige tekortkoming. Wel is voorzien dat het ministercomité, of de ondertekende partijen, het Europees Hof voor de Rechten van de Mens om advies kunnen vragen bij de interpretatie van het Verdrag. Er wordt ook opgeroepen een sereen openbaar debat over deze kwesties mogelijk te maken (artikel 28). 

## Geschiedenis
Door het snelle tempo van de – op zichzelf hoopgevende – vooruitgang op het gebied van de medische biologie was in de Raad van Europa bezorgdheid gerezen over mogelijke misbruiken. Reeds in juli 1992 had een werkgroep van het Steering Committee on Bioethics een ontwerptekst opgesteld. Daarop volgde in juli 1994 een consultatieronde. Het ontwerp werd door het ministerieel comité goedgekeurd in november 1996, en uiteindelijk voor ondertekening opengesteld op 4 april 1997 in Oviedo, Spanje. Daarom is het dus ook bekend als het “Verdrag van Oviedo”. Het Verdrag is op 1 december 1999 in werking getreden. 

## Partijen
35 landen hebben intussen het Verdrag ondertekend, maar slechts 29 hebben het geratificeerd, en dus in hun nationale recht omgezet. Bovendien hebben 6 van de 29 een voorbehoud neergelegd bij sommige bepalingen. Meer bepaald het Verenigd Koninkrijk vond het Verdrag te restrictief, terwijl Duitsland het te tolerant vond. Opmerkelijke niet-ondertekenaars zijn Duitsland, Ierland, Oostenrijk, Rusland en het Verenigd Koninkrijk. Nederland heeft het wel ondertekend, maar niet geratificeerd, net als Italië, Luxemburg, Oekraïne, Polen en Zweden. België heeft ervoor gekozen om het verdrag niet te ratificeren aangezien het Belgisch recht toelaat dat embryo's worden aangemaakt voor onderzoeksdoeleinden, terwijl het verdrag dit uitdrukkelijk verbiedt.

## Waarborgen

### Algemene Principes
Het Verdrag wil de menselijke waardigheid waarborgen op het gebied van de medische biologie: primaat van het menselijk wezen boven de samenleving en de wetenschap, een billijke toegang tot de gezondheidszorg, en professionele normen (artikel 1-4). 

### Toestemming
Toestemming is cruciaal vanwege de individuele autonomie. Medische interventie zonder toestemming is verboden. Voorts moet de toestemming vrij en geïnformeerd gegeven worden, gebaseerd op objectieve informatie. Bescherming wordt geboden aan personen die niet in staat zijn toestemming te geven, en er wordt voorzien in noodsituaties. Er moeten specifieke regels worden nageleefd wanneer een medische ingreep wordt uitgevoerd in situaties waarin een persoon geen vrije en geïnformeerde toestemming kan geven. Men dient rekening te houden met vroegere wilsverklaringen (artikel 5-9).

### Privé-leven en recht op informatie
Deze kwestie houdt nauw verband met het recht op privacy in artikel 8 van het Europees Verdrag tot bescherming van de rechten van de mens. Eenieder heeft het recht om informatie over zijn gezondheid te kennen, of juist niet te willen kennen, behoudens wettelijke beperkingen, in het belang van de patiënt (artikel 10).

### Menselijk genoom
Onderzoek naar de genetische aanleg voor een ziekte bij een persoon op te sporen, mag alleen worden uitgevoerd om gezondheidsdoeleinden of voor verantwoord wetenschappelijk onderzoek. Een ingreep in het menselijk genoom mag alleen worden verricht voor preventieve, diagnostische of therapeutische doeleinden, en zonder in te grijpen op het genoom van nakomelingen. Ook het kunstmatig beïnvloeden van het geslacht van het kind is verboden, tenzij in geval van ernstige, geslachtsgebonden erfelijke afwijking (artikel 11-14). 

### Wetenschappelijk onderzoek
De vrijheid van wetenschappelijk onderzoek is opgenomen in het verslag, maar de bescherming van de menselijke waardigheid en andere fundamentele vrijheden staan voorop. Onderzoek op mensen wordt onderworpen aan strenge controles die zijn vastgelegd in het Verdrag. De algemene regels inzake toestemming moeten worden nageleefd in het kader van onderzoek. Bovendien is het voor wetenschappelijk onderzoek uitdrukkelijk verboden embryo's in vitro te maken (artikel 15-18). 

### Organen en transplantatie
Het Verdrag bepaalt in het algemeen dat levende donoren voor orgaantransplantaties alleen mogen worden gebruikt als er geen organen van een overleden persoon beschikbaar zijn. Alle verwijderde lichaamsdelen moeten met het nodige respect worden afgevoerd. Elk winstmotief is uit den boze, maar een adequate vergoeding van de kosten van een medische procedure is niet verboden. Ook hier is het principe van de toestemming van toepassing (artikel 19-22).

## Aanvullende protocols
Het Verdrag voorziet verder (artikel 31) in een aantal aanvullende protocols, die ter ondertekening worden voorgelegd, en betreffende:
- het verbod op klonen van mensen (ETS nr. 168)
- transplantatie van organen en Weefsels van menselijke oorsprong (ETS nr. 186)
- betreffende biomedisch onderzoek (CET's nr. 195)
- betreffende genetische tests voor Gezondheidsdoeleinden (CETS nr. 203).

## Toepassing, overtredingen en sancties
Elke ondertekenende partij kan bepalen binnen welk territoriaal gebied het Verdrag van toepassing zal zijn (artikel 35). Het beteugelen van overtredingen, en het voorzien in schadeloosstelling, wordt overgelaten aan de ondertekenende partijen (artikel 23-25). 